# Irish League 1926-1927
L'Irish League 1926-1927 è stata la 33ª edizione della prima divisione del campionato nordirlandese di calcio.
Il campionato era formato da dodici squadre e il Belfast Celtic vinse il titolo. Non vi furono retrocessioni.

## Classifica finale
| Pos. | Squadra        | G  | V  | N | P  | GF | GS | Punti |
| ---- | -------------- | -- | -- | - | -- | -- | -- | ----- |
| 1    | Belfast Celtic | 22 | 15 | 7 | 0  | 66 | 26 | 37    |
| 2    | Queen's Island | 22 | 12 | 6 | 4  | 46 | 34 | 30    |
| 3    | Distillery     | 22 | 12 | 5 | 5  | 56 | 36 | 29    |
| 4    | Glentoran      | 22 | 11 | 5 | 6  | 56 | 48 | 27    |
| 5    | Ards           | 22 | 9  | 7 | 6  | 42 | 42 | 25    |
| 6    | Larne          | 22 | 10 | 4 | 8  | 55 | 50 | 24    |
| 7    | Linfield       | 22 | 8  | 6 | 8  | 41 | 35 | 22    |
| 8    | Portadown      | 22 | 7  | 4 | 11 | 50 | 48 | 18    |
| 9    | Cliftonville   | 22 | 7  | 3 | 12 | 32 | 40 | 17    |
| 10   | Newry Town     | 22 | 6  | 5 | 11 | 39 | 48 | 17    |
| 11   | Glenavon       | 22 | 4  | 3 | 15 | 33 | 57 | 11    |
| 12   | Barn           | 22 | 2  | 3 | 17 | 35 | 87 | 7     |

G = Partite giocate; V = Vittorie; N = Nulle/Pareggi; P = Perse; GF = Goal fatti; GS = Goal subiti; 